# Caratê nos Jogos Olímpicos de Verão de 2020 - Até 75 kg masculino
A categoria kumite até 75 kg masculino do caratê nos Jogos Olímpicos de Verão de 2020 ocorreu no dia 6 de agosto de 2021 no Nippon Budokan, em Tóquio. Um total de 10 caratecas, cada um representando um Comitê Olímpico Nacional (CON), participaram do evento.

## Qualificação
Um total de 10 competidores poderiam se qualificar para a categoria até 75 kg do kumite, cada um representando um CON, conforme abaixo:
- 1 do país-sede, Japão;
- 4 pelo ranking de qualificação olímpica de maio de 2021;
- 3 pelo Torneio de Qualificação Olímpica do Caratê de 2021;
- 2 por representatividade continental ou por convite da Comissão Tripartite.

## Formato
A competição começou com uma fase grupos seguida por uma fase final eliminatória. Cada chave foi composta por cinco caratecas, com o classificado em primeiro lugar no Grupo A enfrentando o que terminou em segundo lugar no Grupo B nas semifinais, e vice-versa. Não houve disputas pela medalha de bronze nos eventos de kumite. Os perdedores das semifinais receberam uma medalha de bronze cada um.

## Calendário
Horário local (UTC+9)
| Dia         | Horário | Fase           |
| ----------- | ------- | -------------- |
| 6 de agosto | 17:00   | Fase de grupos |
| 6 de agosto | 20:20   | Semifinal      |
| 6 de agosto | 20:50   | Final          |

## Medalhistas
| Ouro   | ITA Luigi Busà                            |
| Prata  | AZE Rafael Aghayev                        |
| Bronze | HUN Gábor Hárspataki UKR Stanislav Horuna |

## Resultados

### Fase de grupos
Grupo A
| Carateca              | P | V | E | D | Pts | HUN | UKR | JPN | USA | EGY | Classificação |
| --------------------- | - | - | - | - | --- | --- | --- | --- | --- | --- | ------------- |
| HUN Gábor Hárspataki  | 4 | 2 | 1 | 1 | 5   | —   | 0–0 | 3–1 | 3–8 | 2–2 | Semifinal     |
| UKR Stanislav Horuna  | 4 | 2 | 1 | 1 | 5   | 0–0 | —   | 2–1 | 2–1 | 1–4 | Semifinal     |
| JPN Ken Nishimura     | 4 | 2 | 0 | 2 | 4   | 1–3 | 1–2 | —   | 2–0 | 8–7 |               |
| USA Thomas Scott      | 4 | 2 | 0 | 2 | 4   | 8–3 | 1–2 | 0–2 | —   | 7–6 |               |
| EGY Abdalla Abdelaziz | 4 | 1 | 0 | 3 | 2   | 2–2 | 4–1 | 7–8 | 6–7 | —   |               |

Grupo B
| Carateca               | P | V | E | D | Pts | ITA | AZE | GER | KAZ | AUS | Classificação |
| ---------------------- | - | - | - | - | --- | --- | --- | --- | --- | --- | ------------- |
| ITA Luigi Busà         | 4 | 3 | 0 | 1 | 6   | —   | 3–1 | 2–2 | 0–2 | 5–0 | Semifinal     |
| AZE Rafael Aghayev     | 4 | 3 | 0 | 1 | 6   | 1–3 | —   | 2–1 | 3–2 | 5–0 | Semifinal     |
| GER Noah Bitsch        | 4 | 2 | 0 | 2 | 4   | 2–2 | 1–2 | —   | 3–3 | 8–3 |               |
| KAZ Nurkanat Azhikanov | 4 | 2 | 0 | 2 | 4   | 2–0 | 2–3 | 3–3 | —   | 6–3 |               |
| AUS Tsuneari Yahiro    | 4 | 0 | 0 | 4 | 0   | 0–5 | 0–5 | 3–8 | 3–6 | —   |               |

### Fase final
|  | Semifinal              | Semifinal        |                      |   | Final | Final |
|  |                        |                  |                      |   |       |       |
|  |                        |                  |                      |   |       |       |
|  |                        |                  |                      |   |       |       |
|  | A1HUN Gábor Hárspataki | 0                |                      |   |       |       |
|  | A1HUN Gábor Hárspataki | 0                |                      |   |       |       |
|  | B2AZE Rafael Aghayev   | 7                |                      |   |       |       |
|  | B2AZE Rafael Aghayev   | 7                | B2AZE Rafael Aghayev | 0 |       |       |
|  |                        |                  | B2AZE Rafael Aghayev | 0 |       |       |
|  |                        | B1ITA Luigi Busà | 1                    |   |       |       |
|  | B1ITA Luigi Busà       | B1ITA Luigi Busà | 1                    | 3 |       |       |
|  | B1ITA Luigi Busà       |                  |                      | 3 |       |       |
|  | A2UKR Stanislav Horuna | 0                |                      |   |       |       |
|  | A2UKR Stanislav Horuna | 0                |                      |   |       |       |